# Hidrogeologia
La hidrogeologia és una branca de les ciències geològiques (dins de la Geodinàmica Externa), que estudia les aigües subterrànies en el relacionat amb la seua circulació, els seus condicionaments geològics i la seua captació, així la seua definició diu «La hidrogeologia és la ciència que estudia l'origen i la formació de les aigües subterrànies, les formes de jaciment, la seua difusió, moviment, règim i reserves, la seua interacció amb els sòls i roques, el seu estat (líquid, sòlid i gasós) i propietats (físiques, químiques, bacteriològiques i radioactives); així com les condicions que determinen les mesures del seu aprofitament, regulació i evacuació»
Actualment els estudis hidrogeològics són d'especial interès, no sol per a la provisió d'aigua a la població, sinó també per a entendre el cicle vital de certs elements químics, com així també per a avaluar el cicle de les substàncies contaminants, la seua mobilitat, dispersió i la manera que afecten el medi ambient, pel que aquesta especialitat s'ha convertit en una ciència bàsica per a l'avaluació de sistemes ambientals complexos.
L'abordatge de les qüestions hidrogeològiques abasta: l'avaluació de les condicions climàtiques d'una regió, el seu règim pluviomètric, la composició química de l'aigua, les característiques de les roques com permeabilitat, porositat, fissuració, la seua composició química, els trets geològics i geotectònics, és així que la investigació hidrogeològica implica, entre d'altres, tres temàtiques principals:
1. L'estudi de les relacions entre la geologia i les aigües subterrànies.
2. L'estudi dels processos que regeixen els moviments de les aigües subterrànies en l'interior de les roques i dels sediments.
3. L'estudi de la química de les aigües subterrànies (hidroquimica i hidrogeoquimica).

## La hidrosfera
L'home en el seu intent de sistematitzar l'estudi del planeta terra i entendre com s'arma l'arquitectura del globus terraqüi ha definit diverses zones o dominis, entre ells el denominat geosfera que involucra el mantell terrestre amb els seus continents, l'atmosfera que comprèn l'espai de contenció dels gasos i les seues divisions, la biosfera que comprèn l'espai ocupat per la massa viva i, finalment, la hidrosfera que és la qual involucra a totes les formes de yacencia de l'aigua en el globus.
La hidrosfera i l'atmosfera constitueixen els ambients principals sobre els quals se sustenta la vida. La geosfera fa de suport sòlid, de substrat, sobre el qual es desenvolupa una sèrie de fenòmens que condicionen l'existència de la vida en el planeta Terra.
La hidrosfera inclou els oceans, mars, rius, aigua subterrània, el gel i la neu, és així que la hidrogeologia comprèn l'estudi d'una porció d'aquest extens món aquàtic.